# Niemożliwy sześcian

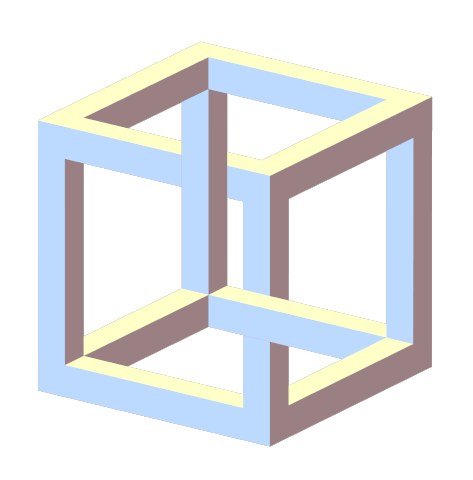
Widziany z pewnego kąta sześcian wydaje się sprzeciwiać prawom geometrii

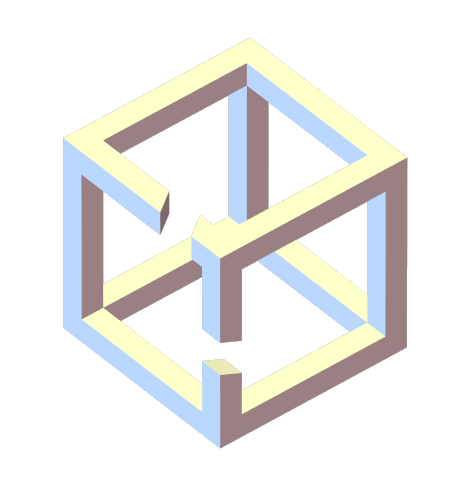
Możliwy niesześcian, który – widziany z odpowiedniego kąta – wygląda jak niemożliwy sześcian

Niemożliwy sześcian, także niemożliwa kostka lub nieracjonalny sześcian – figura niemożliwa stworzona przez holenderskiego grafika M.C. Eschera (1898–1972) dla jego litografii Belvedere (pol. „Belweder”). 
Jest to dwuwymiarowa figura, która powierzchownie przypomina rysunek perspektywiczny trójwymiarowego sześcianu, którego cechy są niezgodnie z rzeczywistym sześcianem. 
Na litografii Belvedere Escher przedstawił chłopca siedzącego u podnóża budynku trzymającego w rękach niemożliwy sześcian. Rysunek pokrewnej figury niemożliwej – sześcianu Neckera – leży u jego stóp, podczas gdy budynek za jego plecami ma takie same niemożliwe cechy, jak sześcian.
Niemożliwy sześcian jest zazwyczaj przedstawiany jako sześcian Neckera, w którym odcinki linii przedstawiające krawędzie zostały zastąpione przez te, które są pozornie solidnymi belkami, przez co może być interpretowany jako leżący w dwóch różnych trójwymiarowych orientacjach.  
W litografii Eschera cztery górne połączenia sześcianu i górne połączenie dwóch skrzyżowań między jego belkami pasują do jednej z dwóch interpretacji sześcianu Neckera, natomiast dolne cztery połączenia i dolne skrzyżowanie pasują do drugiej interpretacji. 
Inne warianty niemożliwego sześcianu łączą te cechy na różne sposoby; na przykład pokazany na ilustracji rysuje wszystkie osiem połączeń zgodnie z jedną interpretacją sześcianu Neckera i oba skrzyżowania zgodnie z drugą interpretacją. Widoczna stałość belek sprawia, że niemożliwy sześcian charakteryzuje się większą wieloznacznością niż sześcian Neckera, który trudniej jest postrzegać jako obiekt niemożliwy. Iluzja powstaje, ponieważ mózg ludzki interpretuje dwuwymiarowe obrazy jako obiekty trójwymiarowe. Trójwymiarowe obiekty mogą mieć wygląd niemożliwego sześcianu, gdy widziane są pod określonym kątem, albo poprzez starannie rozmieszczone cięcia w rzekomo solidnych belkach bądź też poprzez wymuszoną perspektywę, ale ludzkie doświadczenie z prostopadłością przedmiotów sprawia, że niemożliwy wygląd wydaje się bardziej prawdopodobnym niż jest w rzeczywistości.
Inni artyści, m.in. Jos De Mey (1928–2007), również tworzyli dzieła z niemożliwym sześcianem. W czerwcu 1966 roku w amerykańskim czasopiśmie popularnonaukowym „Scientific American” opublikowano zmanipulowaną fotografię, przedstawiającą obiekt przypominający niemożliwy sześcian, który nazwano freemish crate. Niemożliwy sześcian został również umieszczony na austriackim znaczku pocztowym.